# L'Éternel Printemps
L'Éternel Printemps est une statue en bronze à patine noire du sculpteur français Auguste Rodin datant de 1884, et représentant un couple échangeant un baiser. Elle appartient et est exposée au Musée Calouste-Gulbenkian, à Lisbonne.

## Historique
Cette œuvre qui célèbre l'amour et le printemps est créée durant la longue période de travail de Rodin (une trentaine d'années) autour de La Porte de l'Enfer.

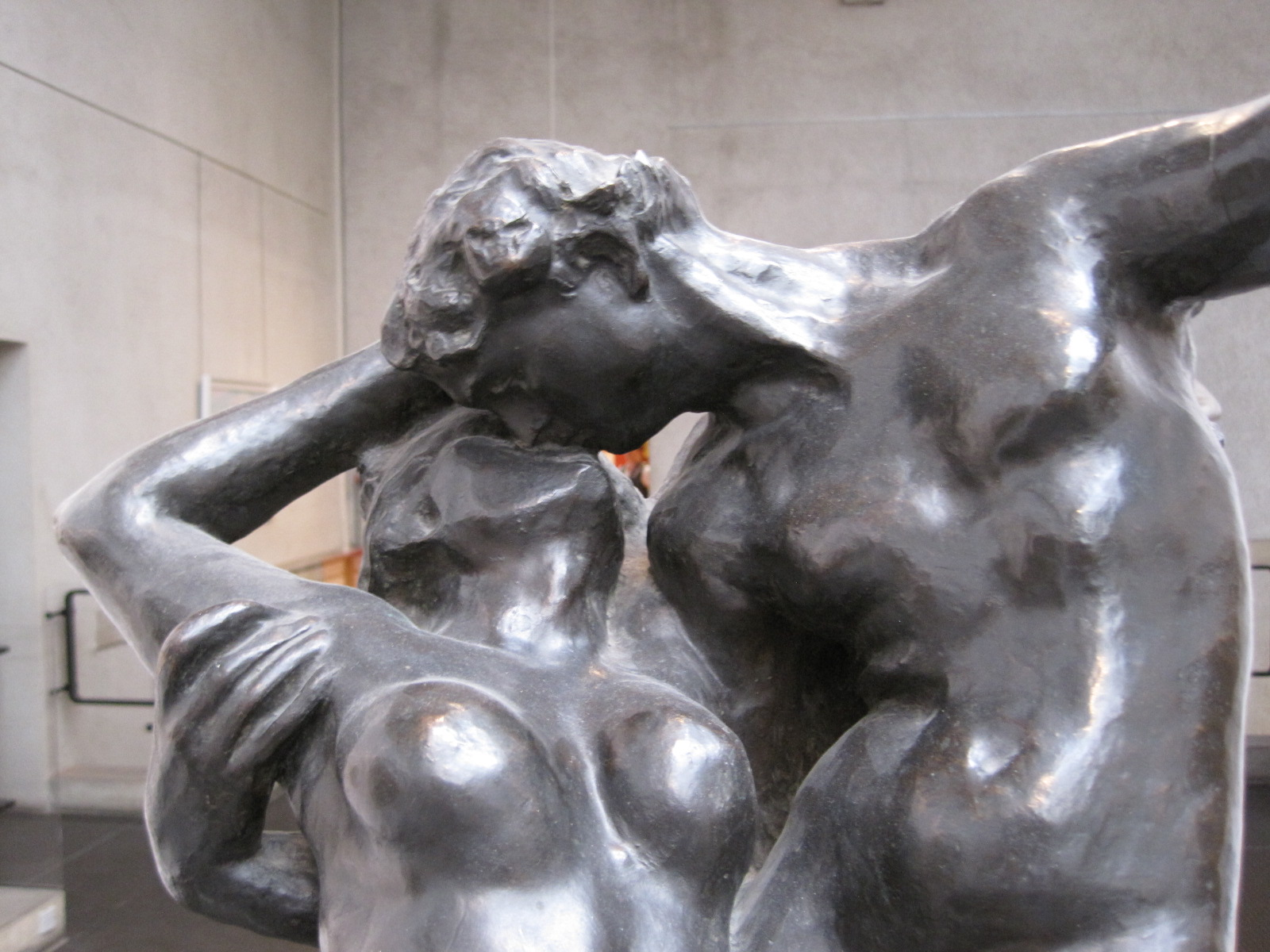

Variante de l’œuvre Le Baiser des années 1890, elle est probablement inspirée de la relation passionnelle qui débute en 1883, et pour une dizaine d'années, entre le sculpteur et son élève Camille Claudel.
Exposée au salon des artistes français de 1898, l’œuvre connait un important succès et est dupliquée en de nombreux exemplaires en bronze en quatre dimensions différentes, ainsi qu'en six exemplaires en marbre.
La figure féminine de l’œuvre est une reprise de l’œuvre le Torse d'Adèle de 1882 inspirée d'Adèle Abruzzesi, un des modèles favoris de Rodin.